# Mališevo (gmina)
Mališevo (serb. Малишево, alb. Malishevës) – gmina w Kosowie, w regionie Prizren. Jej siedzibą jest miasto Mališevo.

## Miejscowości
Miejscowości leżące na terenie gminy:

- Astrazup/Ostrozub
- Balincë/Balince
- Banjë/Banja
- Bellanicë/Belanica
- Berishë/Beriša
- Bubavec/Bobovac
- Bubël/Bublje
- Carrallukë/Crni Lug
- Carravranë/Cnrovrana
- Damanek/Domanek
- Dragobil/Dragobilje
- Garaçevë /Goračevo
- Golluboc/Golubovac
- Guriq/Gorić
- Janqishtë/Jančište
- Joviq/Jović
- Kërvasari/Kravoserija
- Kijevë/Kijevo
- Lubizhdë/Ljubižda
- Lladroc/Ladrovac
- Lladroviq/Ladrović
- Llapçevë/Labučevo
- Llashkadrenoc/Vlaški Drenovac
- Llazicë/Lozica
- Malishevë/Mališevo
- Marali/Moralija
- Magjerë/Mađare
- Millanoviq/Milanović
- Mirushë/Miruša
- Mleçan/Mlečane
- Ngucat/Gucat
- Pagarushë/Pagaruša
- Panorcë/Ponorac
- Pllaçicë/Pločice
- Qypevë/Čupevo
- Senik
- Shkarashnik/Skorošnik
- Temeçinë/Tumičina
- Tërpezë/Trpeza
- Turjakë/Turjak
- Vërmicë/Vrmnica

## Demografia
W 2011 roku gmina liczyła 54 613 mieszkańców. Większość z nich stanowili etniczni Albańczycy – 99,8%. Wymieniało się następujące grupy narodowościowe i etniczne:
1. Albańczycy (54 501)
2. Romowie (26)
3. Boszniacy (15)
4. Ashkali (5)

## Polityka
W wyborach lokalnych przeprowadzonych w 2017 roku kandydaci Inicjatywy Socjaldemokratycznej uzyskali 12 z 31 mandatów w radzie gminy. Frekwencja w I turze wyniosła 43,7%. Burmistrzem został Rrahim Morina.